# Josef Poulík
Josef Poulík (Jiříkovice, 1910. szeptember 6. – Brünn, 1998. február 28.) cseh és morva tudományszervező és népszerűsítő régészprofesszor, Nagymorávia és a szlávok neves kutatója. 1972–1977 között a Csehszlovák Tudományos Akadémia alelnöke. A brünni régészeti intézet egykori igazgatója.

## Élete
Poulík Josef és Mária gyermekeként látta meg a napvilágot. Két öccsével együtt anyja nevelte, mivel asztalos apját az első világháborúban behívták katonának. A régészet iránti szeretetét egykori tanárától Štěpán Přibyslavskýtól szerezte.
Főiskolai tanulmányait már mint képzett régész 1946-ban fejezte be a Károly Egyetemen. 1966-ban lett professzor, 1968-tól levelező tagja, 1972-től a Csehszlovák Tudományos Akadémia (ČSAV) akadémikusa. Több külföldi tudományos intézmény tagja (Berlin, Lipcse, Szófia).
Tudományos pályafutását a brünni múzeumokban kezdte, ahol előbb leletmentéseket, majd tervásatásokat folytatott. Elsősorban a szlávok hagyatékával foglalkozott. Főbb feltárásai: Blučina (temető), Přítluky (temető), Staré Město-Na Špitálkach pri Uherskom Hradišti (temető és templom), Dolní Věstonice és elsősorban Mikulčice (1954-től haláláig vezette).

## Főbb művei
- 1948 Staroslovanská Morava. Brno
- 1950 Jižní Morava, země dávných Slovanů. Brno
- 1956 Z hlubin věků
- 1956 Pravěké umění
- 1960 Staří Moravané budují svůj stát. Brno
- 1963 Dvě velkomoravské rotundy v Mikulčicích. Praha
- 1967 Pevnost v lužním lese
- 1975 Mikulčice – sídlo a pevnost knížat velkomoravských. Praha

## Elismerései
- 1947 – Felszabadulás tartományi díj
- 1949 és 1977 – Klement Gottwald állami kitüntetés
- 1957 – A Csehszlovák Tudományos Akadémia díja
- 1964 – Az építés terén végzett munkásságáért állami kitüntetés
- 1970 – Munka Érdemrend
- 1970 – A brünni J. E. Purkyně Egyetem aranymedailonja
- 1975 – Győzedelmes Február érdemrend
- 1980 – Köztársasági Érdemrend

## Külső hivatkozások
- Moravská archeologie
- eBrno[halott link]
- Encyklopedie dějin města Brna
- mikulcice-valy.info